# Aldo Andreotti

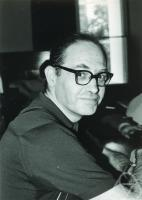
Aldo Andreotti (1970)

Aldo Andreotti (* 15. März 1924 in Florenz; † 21. Februar 1980 in Pisa) war ein italienischer Mathematiker, der sich mit algebraischer Geometrie, komplexer Analysis und partiellen Differentialgleichungen beschäftigte.

## Leben
Andreotti studierte ab 1942 an der Scuola Normale Superiore in Pisa und setzte sein Studium in der Schweiz bei Beno Eckmann und Georges de Rham fort. 1947 erhielt er seinen Abschluss in Pisa (Laurea) mit einer Arbeit über konforme Darstellungen. Danach war er in Rom als Assistent von Francesco Severi. Nach kurzer Zeit am Institute for Advanced Study in Princeton, wo er mit Solomon Lefschetz und Carl Ludwig Siegel zusammenarbeitete, wurde er 1951 Professor für Geometrie in Turin und 1956 in Pisa. Er war Gastprofessor an verschiedenen Universitäten, u. a. 1957 bis 1959 am Institute for Advanced Study.
Er ist für Arbeiten in der algebraischen Geometrie bekannt, u. a. für seinen Beweis des Satzes von Torelli (On a theorem of Torelli. American Journal of Mathematics Bd. 80, 1958, S. 801–828). Er bewies die Dualität der Picard- und Albanese-Varietäten einer algebraischen Fläche, arbeitete mit Alan Mayer über das Schottky-Problem und mit Theodore Frankel über Lefschetz-Theoreme für Schnitte von Hyperflächen. Außerdem klassifizierte er die in einer abelschen Varietät enthaltenen Flächen. Bekannt ist er auch für Arbeiten unter anderem mit Wilhelm Stoll, Hans Grauert, Edoardo Vesentini, R. Narasimhan und François Norguet in der komplexen Analysis.
Seit 1968 war er Mitglied der Accademia dei Lincei. Er war Ehrendoktor der Universität Nizza und erhielt 1971 den Feltrinelli-Preis. Er war Invited Speaker auf dem Internationalen Mathematikerkongress in Stockholm 1962 (Complex pseudoconcave spaces and automorphic functions) und in Nizza 1970 (E. E. Levi convexity and Hans Lewy Problem). 1978 wurde er zum korrespondierenden Mitglied der Göttinger Akademie der Wissenschaften gewählt.

## Schriften
- Nine lectures on complex analysis. Edizioni Cremonese 1973.
- Etude de géométrie algébrique. IRMA, Straßburg 1979.
- Complexes of partial differential operators. Yale Mathematical Monographs 1975.
- mit W. Stoll: Analytic and algebraic dependence of meromorphic functions. Lecture Notes in Mathematics, Bd. 234, Springer-Verlag, 1971.
- Andreotti, Grauert: Théorèmes de finitude pour la cohomologie des espaces complexes. Bulletin de la Société Mathématique de France, Bd. 90, 1962, S. 193–259.
- Selecta di opere di Aldo Andreotti, 2 Bände, Scuola Normale Superiore, Pisa 1982